# Diocesi di Bondo
La diocesi di Bondo (in latino Dioecesis Bondoënsis) è una sede della Chiesa cattolica nella Repubblica Democratica del Congo suffraganea dell'arcidiocesi di Kisangani. Nel 2022 contava 309.000 battezzati su 510.000 abitanti. È retta dal vescovo Etienne Ung'eyowun.

## Territorio
La diocesi comprende la maggior parte dei territori di Ango e di Bondo nella provincia del Basso Uele, nella Repubblica Democratica del Congo, al confine con la Repubblica Centrafricana.
Sede vescovile è la città di Bondo, dove si trova la cattedrale della Santa Croce.
Il territorio si estende su 75.600 km² ed è suddiviso in 15 parrocchie.

## Storia
La prefettura apostolica di Bondo fu eretta il 10 marzo 1926 con il breve Admonet supremi di papa Pio XI, ricavandone il territorio dal vicariato apostolico di Uéllé occidentale (oggi diocesi di Buta).
Il 2 dicembre 1937 la prefettura apostolica fu elevata a vicariato apostolico con la bolla Sicubi per apostolicam dello stesso papa Pio XI.
Il 10 novembre 1959 il vicariato apostolico è stato ulteriormente elevato a diocesi con la bolla Cum parvulum di papa Giovanni XXIII.

## Cronotassi dei vescovi
Si omettono i periodi di sede vacante non superiori ai 2 anni o non storicamente accertati.
- Frédéric Marie Blessing, O.S.C. † (9 gennaio 1930 - ottobre 1954 dimesso)
- André Creemers, O.S.C. † (1º gennaio 1955 - 1º settembre 1970 dimesso[2])
- Emmanuel Marcel Mbikanye, O.P. † (1º settembre 1970 - 20 settembre 1978 deceduto)[3]
- Marcel Bam'ba Gongoa † (28 gennaio 1980 - 13 novembre 1992 dimesso)
- Philippe Nkiere Keana, C.I.C.M. † (13 novembre 1992 succeduto - 27 luglio 2005 nominato vescovo di Inongo)
  - Sede vacante (2005-2008)
- Etienne Ung'eyowun, dal 18 marzo 2008

## Statistiche
La diocesi nel 2022 su una popolazione di 510.000 persone contava 309.000 battezzati, corrispondenti al 60,6% del totale.
| anno | popolazione | popolazione | popolazione | presbiteri | presbiteri | presbiteri | presbiteri                | diaconi | religiosi | religiosi | parrocchie |
| anno | battezzati  | totale      | %           | numero     | secolari   | regolari   | battezzati per presbitero | diaconi | uomini    | donne     | parrocchie |
| ---- | ----------- | ----------- | ----------- | ---------- | ---------- | ---------- | ------------------------- | ------- | --------- | --------- | ---------- |
| 1950 | 28.495      | 182.000     | 15,7        | 39         | 3          | 36         | 730                       |         | 22        |           |            |
| 1958 | 43.453      | 171.000     | 25,4        | 57         | 11         | 46         | 762                       |         | 22        | 52        |            |
| 1970 | 79.257      | 238.145     | 33,3        | 26         | 12         | 14         | 3.048                     | 1       | 20        | 21        | 11         |
| 1980 | 86.500      | 183.698     | 47,1        | 29         | 13         | 16         | 2.982                     |         | 23        | 24        | 11         |
| 1990 | 92.865      | 207.856     | 44,7        | 23         | 10         | 13         | 4.037                     |         | 16        | 29        | 11         |
| 1997 | 73.527      | 235.326     | 31,2        | 25         | 18         | 7          | 2.941                     |         | 11        | 21        | 11         |
| 2000 | 62.166      | 198.965     | 31,2        | 24         | 18         | 6          | 2.590                     |         | 8         | 16        | 12         |
| 2001 | 62.166      | 198.965     | 31,2        | 24         | 18         | 6          | 2.590                     |         | 8         | 16        | 12         |
| 2002 | 110.526     | 200.369     | 55,2        | 33         | 27         | 6          | 3.349                     |         | 7         | 17        | 9          |
| 2003 | 85.717      | 392.209     | 21,9        | 26         | 20         | 6          | 3.296                     |         | 7         | 17        | 11         |
| 2004 | 82.017      | 395.370     | 20,7        | 21         | 15         | 6          | 3.905                     |         | 7         | 18        | 11         |
| 2006 | 136.007     | 418.000     | 32,5        | 20         | 15         | 5          | 6.800                     |         | 6         | 18        | 14         |
| 2012 | 197.000     | 422.000     | 46,7        | 24         | 19         | 5          | 8.208                     |         | 6         | 22        | 14         |
| 2015 | 209.700     | 454.267     | 46,2        | 19         | 14         | 5          | 11.036                    |         | 7         | 19        | 7          |
| 2018 | 232.440     | 496.940     | 46,8        | 25         | 18         | 7          | 9.297                     |         | 11        | 25        | 15         |
| 2020 | 285.976     | 476.627     | 60,0        | 26         | 24         | 2          | 10.999                    |         | 5         | 20        | 15         |
| 2022 | 309.000     | 510.000     | 60,6        | 20         | 17         | 3          | 15.450                    |         | 5         | 25        | 15         |